# Ленинградский (торт)
«Ленинградский» — торт прямоугольной формы, состоящий из 4-5 песочных коржей, пропитанных шоколадно-масляным кремом «Шарлотт» и джемом, залитый сверху шоколадной глазурью. Бока торта обсыпаны бисквитно-ореховой крошкой. Сверху украшен узорами или надписью из белого и коричневого крема. Подаётся после охлаждения.
В Советском Союзе пользовался большой популярностью, считался кондитерской визитной карточкой Ленинграда (ныне Санкт-Петербурга).

## История
«Ленинградский» торт был создан во времена СССР технологом кафе-магазина «Норд» (с 1951 года «Север») в Ленинграде на Невском проспекте, 44, Викторией Львовной Татарской. Она работала в «Норде» на должности заместителя заведующего производством с 1946 по 1975 год. Ею были также разработаны такие торты, как «Белая ночь», «Лунный», «Норд», «Славянский», «Аврора», и пирожные «Север», «Невское», «Лотос».